# René Steichen
René Steichen (Diekirch, 27 de noviembre de 1942) es un político y jurista de Luxemburgo, miembro del Partido Popular Social Cristiano (CSV).

## Carrera política
Steichen fue elegido alcalde de su ciudad natal, Diekirch en 1974, cargo que desempeñó hasta 1984. En 1979 fue elegido diputado en el parlamento luxemburgués. En 1984 entró en el gobierno, primero como secretario de Estado y ya en 1989 fue ascendido a ministro de Agricultura, Viticultura y Desarrollo Rural en el gobierno de Jacques Santer.
En 1992 abandonó la política para convertirse en enero de 1993 en comisario de Agricultura y Desarrollo Rural en la Comisión Delors. Permaneció en el puesto hasta 1995, año en que fue sustituido por Jacques Santer, que sería nombrado presidente de la Comisión.
En 2001 le fue concedida la Gran Cruz de la Orden del Mérito Civil.